# 涅夫斯基特快號列車
“涅夫斯基特快號”列車（俄语：Поезд «Невский экспресс»）是俄罗斯铁路的一列特快旅客列车，运行于莫斯科和圣彼得堡两大城市之间，由十月铁路局担当营运，开行于2001年6月11日，其命名源于弗拉基米尔大公亚历山大·涅夫斯基。列车以莫斯科的列宁格勒站和圣彼得堡的莫斯科站始发终到，每周一、三、五、日往返两地各一次，列车中途不停靠任何车站，单程运行时间为4小时10分钟，最高時速可達200公里/小時。
“涅夫斯基特快号”列车采用特维尔车辆制造厂研制的61-4170型高速客车，列车编组包括11辆软座车和1辆餐车，牵引机车为ChS200型电力机车。
2014年6月1日，因应高速列车的新编号模式，列车车次由167V/168V改为747A/748A。

## 恐怖袭击
“涅夫斯基特快号”列车曾经在2007年和2009年先后两次遭受炸弹袭击，导致多人死伤。

## 时刻表
| 748А次 | 748А次 | 748А次 | 停靠站   | 747А次 | 747А次 | 747А次 |
| 里程   | 到点   | 开点   | 停靠站   | 到点   | 开点   | 里程   |
| ------ | ------ | ------ | -------- | ------ | ------ | ------ |
| 0      | —      | 19:40  | 莫斯科   | 11:00  | —      | 650    |
| 650    | 23:48  | —      | 聖彼得堡 | —      | 06:50  | 0      |